# آگنیشکا سوژکا
آگنیشکا سوژکا (انگلیسی: Agnieszka Skalniak-Sójka؛ زادهٔ ۲۲ آوریل ۱۹۹۷) دوچرخه‌سوار اهل لهستان است.